# Andy Romano
Andrew Romano (15 de junio de 1941) fue un actor estadounidense, conocido por interpretar al motociclista J.D. en la saga de películas Beach Party entre 1963 y 1966.
Tras finalizar la saga, Romano realizó una gran cantidad de apariciones menores en cine y televisión en las décadas de 1970 y 1980. Se retiró de la actuación a finales de la década de 1990 y se asentó en el estado de Washington.
Romano murió el 14 de septiembre de 2022 a la edad de 86 años.

## Filmografía seleccionada

### Cine y televisión
| Año       | Título                            | Personaje                 | Observaciones         |
| --------- | --------------------------------- | ------------------------- | --------------------- |
| 1963      | Beach Party                       | J.D.                      | Debut cinematográfico |
| 1964      | Bikini Beach                      | J.D.                      |                       |
| 1964      | Pajama Party                      | J.D.                      |                       |
| 1965      | Beach Blanket Bingo               | J.D.                      |                       |
| 1965      | How to Stuff a Wild Bikini        | J.D.                      |                       |
| 1966      | The Ghost in the Invisible Bikini | J.D.                      |                       |
| 1968      | Here Come the Brides              | Pebbles                   | 2 episodios           |
| 1968      | The F.B.I.                        | Dr. Malotte               | 2 episodios           |
| 1969      | Hook, Line and Sinker             | Empleado de la gasolinera |                       |
| 1969      | Mod Squad                         | Wilson                    | 1 episodio            |
| 1970      | The Bold Ones: The Lawyers        | Sgt. Vriggs               | 1 episodio            |
| 1974      | Get Christie Love!                | Varios                    | 4 episodios           |
| 1976      | Quincy, M.E.                      | Patrick Kendal            | 1 episodio            |
| 1977      | M*A*S*H                           | Sgt. Justiss              | 1 episodio            |
| 1979      | The One Man Jury                  | Chickie                   |                       |
| 1979      | Over the Edge                     | Fred Willat               |                       |
| 1981      | Magnum P.I.                       | Clarence Burnside         | 1 episodio            |
| 1984      | The A-Team                        | Sr. Dubio                 | 1 episodio            |
| 1984–1985 | T.J. Hooker                       | Tom Merrick               | 2 episodios           |
| 1987      | Return to Horror High             | Sr. Kastleman             |                       |
| 1987      | P.I. Private Investigations       | Sr. Watson                |                       |
| 1987–1988 | Highway to Heaven                 | Caz                       | 3 episodios           |
| 1988      | Kansas                            | Fleener                   |                       |
| 1988      | Rampage                           | Spencer Whalen            |                       |
| 1989      | Major League                      | Pepper Leach              |                       |
| 1989      | Columbo                           | Sgt. Lester Keegan        | 1 episodio            |
| 1989      | Paint It Black                    | Mark Cuniff               |                       |
| 1990      | Pump Up the Volume                | Murdock                   |                       |
| 1991      | Pizza Man                         |                           |                       |
| 1991      | Mobsters                          | Antonio Luciano           |                       |
| 1991      | Bugsy                             | Del Webb                  |                       |
| 1992      | Unlawful Entry                    | Capt. Russell Hayes       |                       |
| 1992      | The Gun in Betty Lou's Handbag    | Herrick                   |                       |
| 1992      | Under Siege                       | Almirante Bates           |                       |
| 1993      | The Fugitive                      | Juez Bennett              |                       |
| 1994      | Drop Zone                         | Tom McCracken             |                       |
| 1995      | Chameleon                         | Giovanni Pazatto          |                       |
| 1995      | Rough Magic                       | Clayton                   |                       |
| 1995      | Under Siege 2: Dark Territory     | Almirante Bates           |                       |
| 1995      | Two Bits                          | Dr. Bruna                 |                       |
| 1995      | Steal Big Steal Little            | Clifford Downey           |                       |
| 1996      | Eraser                            | Daniel Harper             |                       |
| 1996      | Ghosts of Mississippi             | Hardy Lott                |                       |
| 1996      | Getting Away with Murder          | Psiquiatra                |                       |
| 1999      | Heaven or Vegas                   | Sr. Hodges                |                       |